# Almindelig rude
Almindelig rude (Ruta graveolens) er en halvbusk med en løs, busket vækst, fjersnitdelte blade og gule blomster. Arten har tidligere været brugt som lægeplante og som krydderurt, men i dag ses den mest anvendt som en tørketålende prydplante.

## Beskrivelse
Almindelig rude er en halvbusk med en opret, men åben og busket vækstform. De nederste dele af grenene forvedder ofte. Stænglerne er lysegrønne og svagt furede. Bladene er spredstillede og flerdobbelt fjersnitdelte. Bladafsnittene er spatelformede og har hel rand. Oversiden er blågrøn, og undersiden er en smule lysere. 
Blomstringen finder sted i juni-august, hvor man finder blomsterne samlet i endestillede stande. I standen er den øverste blomst 5-tallig, mens de andre er 4-tallige og i øvrigt regelmæssige med gule kronblade. Frugterne er 4- eller 5-rummede kapsler med mange frø.
Rodsystemet består af et antal kraftige og dybtgående hovedrødder, som bærer forholdsvist få siderødder. 
Højde x bredde og årlig tilvækst: 1,00 x 0,75 m (100 x 75 cm/år).

## Hjemsted
Almindelig rude hører hjemme i det sydøstlige Europa og videre ind i Ukraine, og den vokser også naturligt på Krim. Arten er tilpasset lysåbne voksesteder med en veldrænet og kalkrig jord. 
Besaparski højderne er et tørt karstlandskab, som ligger op mod Maritsa floden på nordsiden af Rhodopebjergene, som ligger i Bulgarien. Her findes arten vildtvoksende på tørre græsområder sammen med bl.a. balsamrøllike, blågrøn vortemælk, børstekvik, Centaurea managettae (en art af knopurt), Crucianella graeca (en art af skovmærke), Festuca valesiaca, filtet kortlæbe, græsk røllike, gul kejserlys, Hippocrepis cilliata (en art af hestesko), hårtotfjergræs, Koeleria nitidula (en art af kambunke), Lathyrus saxatilis (en art af fladbælg), liden sneglebælg, nedliggende negleurt og Satureja coerulea (en art af sar),

## Indholdsstoffer
Planten indeholder en æterisk olie, som mest består af methylnonylketon, der giver planten dens karakteristiske duft. Desuden aflejrer planten forskellige furanokumariner (bergapten, isoimperatorin, psoralen og xanthotoxin) på overfladen af bladene. De kan skabe forbrændinger på ubeskyttet hud. Endelig findes der en række alkaloider i planten: graveolinin, skimmianin, dictamnin, γ-fagarin, arborinin, rutacridon, og arborin.
| Portal | Portal:Botanik |

## Note
1. ↑  Anonym: Conservation of the high nature value grasslands of Bulgaria (Webside ikke længere tilgængelig) (engelsk) og (bulgarsk), kort oversigt over vegetationerne i Besaparskiområdet